# Gongyō
Gongyō (jap. 勤行 gongyō) – w utworzonej w XIII wieku przez mnicha Nichirena Daishonina szkole buddyjskiej - poranna i wieczorna praktyka, na ogół wykonywana indywidualnie we własnych domach lub ośrodkach modlitwy. Polega ona na powtarzaniu frazy/modlitwy (daimoku): "Namu-Myōhō-Renge-Kyō", co znaczy: "Chwała Sutrze Lotosu Najwyższego Prawa", oraz recytowaniu dwóch najważniejszych rozdziałów Sutry Lotosu – 2 i 16.